# Simplicia medioangulata
Simplicia medioangulata är en fjärilsart som beskrevs av Bethune-Baker 1908. Simplicia medioangulata ingår i släktet Simplicia och familjen nattflyn. Inga underarter finns listade i Catalogue of Life.